# Stein (Appenzell Rhodes-Extérieures)
Pour les articles homonymes, voir Stein.
Stein est une commune suisse du canton d'Appenzell Rhodes-Extérieures.

## Géographie

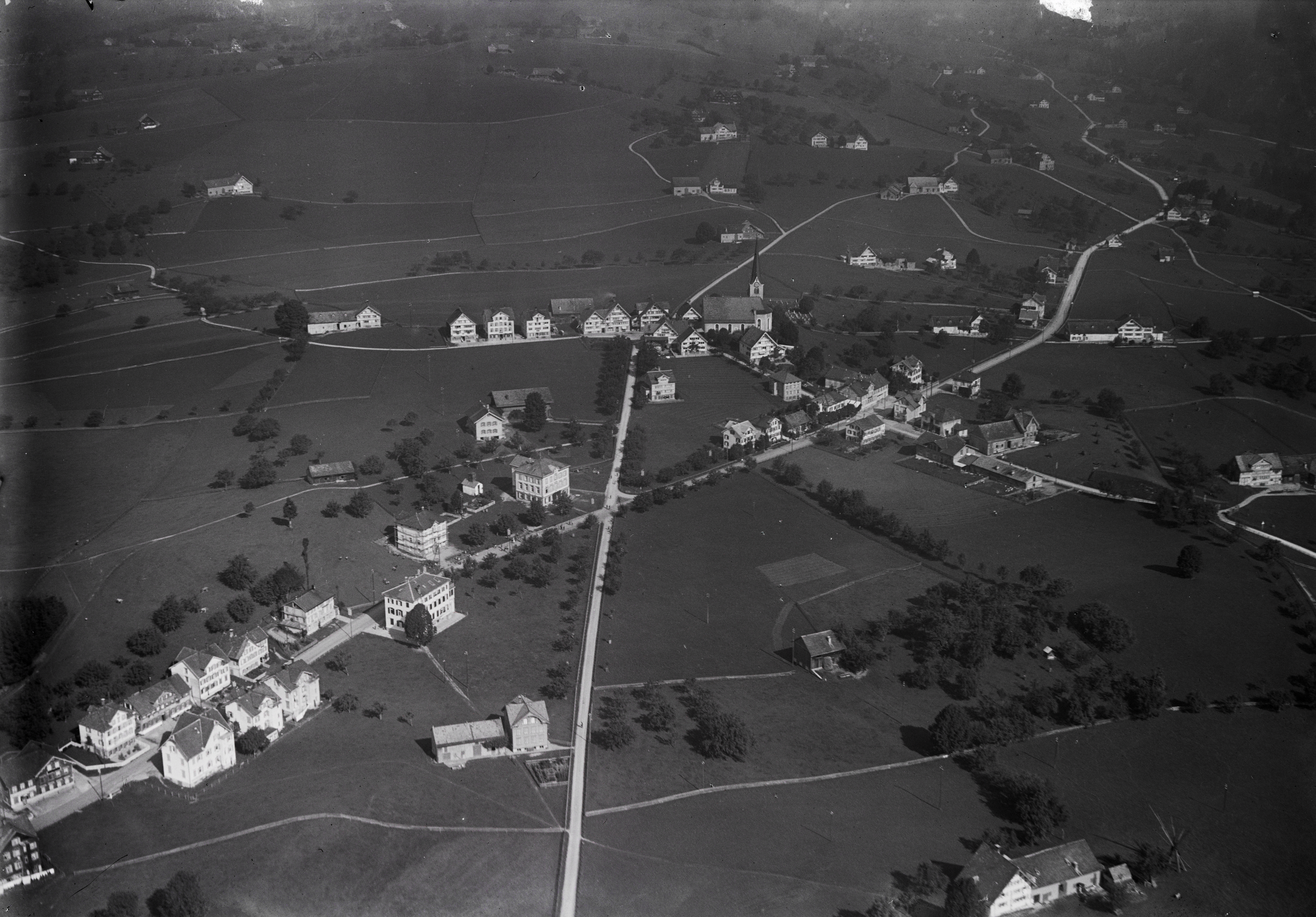
Vue aérienne de 300 m par Walter Mittelholzer (1923)

La commune de Stein s'étend sur 9,37 km2. 

## Démographie
Stein compte 1 498 habitants au 31 décembre 2023 pour une densité de population de 160 hab/km2. Sur la période 2010-2019, sa population a augmenté de 2,1 % (canton : 4,6 % ; Suisse : 9,4 %). Au 31 décembre 2021, l’agglomération de Stein compte 6 421 habitants. 